# Stan Sakai
Stan Sakai (Kiotó, 1953. május 25. –) Amerikában élő, harmadik generációs japán képregényrajzoló, az Usagi Yojimbo történetek írója.
1953. május 25-én született Kiotóban, Japánban. Hároméves volt, amikor családjával együtt Hawaii szigetére költözött, majd később itt kapta művészeti diplomáját. Tanulmányát a pasadenai művészképző iskolán folytatta tovább, Kaliforniában. Azután Los Angelesbe költözött, ott készíti képregényeit. Gyakran vesz részt más amerikai képregény-fesztiválokon.
1986 nyarán részese lett a Turtle Soup (teknőcleves) nevű projektnek, amit Peter Laird és Kevin Eastmen, a Tini Nindzsa Teknőcök képregények alkotói hoztak létre. Ebben a projektben különböző művészek hozhatták létre saját történetüket a nindzsa teknősökről, saját figurájukat is szerepeltetve. Innen származik 1987-ben készült története, a Teknőcleves és nyúlpörkölt című képregény, amit szórakozási célból készített. Sok hasonló történet jött létre: Laird a The crossingot készítette az Usagi Yojimbo 10. kötetben, míg Sakai a The treatyt készítette a Mirage Studio által kiadott Shell Shockjában.
A 90-es években készítette az Usagi Yojimbohoz hasonló, science fiction műfajú képregénysorozatot, a Space Usagit, amit szintén a Mirage Studio adott ki, és rajzfilmváltozatban is bemutattak, de ez a sorozat rövid életű volt.

## Munkái magyarul
- Usagi Yojimbo 1-27 (Vad Virágok Könyvműhely, 2006 óta, fordította Frank Zita)